# Frederik den Sjette (skib, 1830)
Frederik den Sjette var en hjuldamper, bygget til den københavnske grosserer L. N. Hvidt i 1830. Det var det første dampskib, der blev bygget i Danmark, dog med det væsentlige forbehold, at dampmaskinen blev leveret fra England. Skibet afløste Caledonia på ruten mellem København og Kiel og fik også andre ruter. Blev solgt i 1845 og forliste samme år. Skibet var opkaldt efter Danmarks konge og ses også omtalt som Frederik den Siette, Frederik VI og Frederik 6.

## Baggrund
I 1821 havde ejeren af Caledonia, Steen Andersen Bille, fået forlænget eneretten på sejladsen mellem København og Kiel fra 1829 til 1839. Det var imidlertid en betingelse for forlængelsen, at der skulle anskaffes et nyt skib inden 1829. Allerede i 1822 solgte han skib og eneret til grosserer L. N. Hvidt, så det var ham, der i 1828 måtte bede om udsættelse, da det nye skib endnu ikke var parat. I 1829 blev der indgået en aftale med skibsbygger Peter Jørgensen fra Jacob Holms værft på Christianshavn, og kølen blev lagt 5. december. Ingen danske virksomheder var i stand til at levere dampmaskiner til et skib, så maskineriet blev bestilt hos Maudsley, Sons & Field i London, og kom til Danmark i maj 1830. I juli samme år var det nye skib parat, og det fik navnet Frederik den Sjette.
Publikum blev holdt behørigt orienteret. Den 29. marts 1830 kunne Adresseavisen berette, at Caledonia tirsdag den 20. april ville indlede sine ugentlige sejladser til Kiel, og at det ville fortsætte "indtil det i Löbet af Sommeren aflöses af et större i Bygning værende Dampskib". Lørdag den 12. juni blev skibet søsat, og i avisen Dagen fra den 14. juni kunne man læse, at festlighederne blandt andet omfattede, at 60-70 skibstømrere fra værftet afsang to lejlighedssange, som var gengivet i avisen. I omtalen af Frederik den Sjette blev skibets tre mahognibeklædte kahytter beskrevet: Den store kahyt med plads til 42 rejsende, damekahytten med plads til 20 og to sammenhængende familiekahytter med plads fem personer i hver. Dertil kom en forkahyt med plads til yderligere 20, samt besætningens kahyt, der også lå i forskibet.

## Ruter til Kiel og Lübeck
Frederik den Sjette blev afleveret fra værftet den 12. juli 1830, og første officielle tur var en udflugt til Helsingør den 18. juli.  Første afgang til Kiel var den 26. juli, og af annoncen i Kiøbenhavns Kongelig alene priviligerede Adresse-Contoirs Efterretninger ("Adresseavisen") den 20. juli fremgik det, at det nye større skib ikke ville gå gennem Bøgestrømmen, men i stedet øst om Møn, med anløb af Møn og Falster ved færgestederne i Grønsund. Derefter videre over Gåbense på Falster og Tårs på Lolland til Kiel. Det nye skib skulle også besejle Lübeck hver uge, med første afgang den 29. juli. Rederiet havde åbenbart revurderet kahytternes kapacitet og mente nu, at der var kahytter til 74 personer på første klasse og 36 på anden klasse i forkahytten.
Mens Frederik den Sjette havde eneret på ruten til Kiel, var den imidlertid på ruten til Lübeck (Travemünde) i direkte konkurrence med Prindsesse Wilhelmine. Passagergrundlaget var ikke stort nok til begge skibe, så da Prindsesse Wilhelmines afgiftslettelser bortfaldt i 1833, blev skibet trukket ud af ruten. Frederik den Sjette havde gode år indtil 1839, da et svensk rederi indsatte det nye dampskib Malmö på en rute mellem Malmö, København og Lübeck/Travemünde. Det gav ny overkapacitet, og ved udgangen af 1842 indstillede rederiet driften på ruten med Frederik den Sjette.
Ruten til Kiel fik konkurrence fra 1835. Ganske vist havde rederiet eneret på ruten fra København, men et nyt rederi havde mod på en rute fra Karrebæksminde og indkøbte dampskibet Løven i 1835. Da eneretten til København bortfaldt i 1840, kom der for alvor konkurrence. Købmand M. T. Schmidt i Kiel og konferensråd C. H. Donner i Altona gik i kompagniskab og indkøbte dampskibet Christian VIII. Det nye skib gjorde ingen stop på turen mellem København og Kiel og kom dermed hurtigere frem, og igen manglede der kundeunderlag på ruten. Frederik den Sjette blev trukket ud af sejladsen i 1843.

## De sidste år
I 1844 var Frederik den Sjette således ledig på markedet, og blev i stedet lejet af det danske postvæsen. Etaten havde i 1843 aftalt med det preussiske postvæsen, at Danmark (med preussisk tilskud til driften) skulle bygge et skib til et betjene ruten mellem København og Stettin. Dette skib (Gejser) var først parat i 1845, så i 1844 gjorde Frederik den Sjette tjeneste på ruten. I 1845 var hjuldamperen igen arbejdsløs, og L. N. Hvidt valgte at sælge skibet, 15. juli 1845. Køberen var grosserer A. Fibiger fra København, og han havde set en forretningsmulighed: Den 23. juni var dampskibet Königinn Caroline Amalie stødt på en stor sten i farvandet mellem Omø og Agersø. Det tog vand ind og sank, men man fik reddet alle ombordværende. Nu manglede der et skib på ruten mellem Flensborg og København, og derfor købte Fibiger Frederik den Sjette. Det blev ikke nogen langvarig optræden. Den 4. oktober ramte skibet grunden Tolken i Grønsund, og det sprang læk. Den nye skibsfører, marineløjtnant Tuxen, sørgede for at få damperen sat på grund ved Madses Klint, og igen blev alle reddet. Men i de følgende dage kom der storm, og Frederik den Sjette blev slået til vrag og måtte opgives. Begivenheden blev behørigt kommenteret i dagspressen, og Berlingske Tidende konkluderede: Der synes at hvile en uheldig Stjerne over Dampskibsfarten mellem Kjøbenhavn og Flensborg.